# 安貴人
安貴人（？—1749年），姓氏及出身均𣎴詳，清朝雍正帝之貴人，葬於泰陵妃園寢:351-352。

## 生平
目前並不清楚安貴人是在何時、以何方式被雍正帝收為後宮主位。雍正元年二月十四日，雍正帝下旨曰：「奉太后額娘懿旨，年氏側福晉封為貴妃，李氏側福晉、錢氏格格封為妃，宋氏格格、耿氏格格封為嬪」，沒有安貴人之名，似乎表明她並非雍正帝潛邸時的侍妾。雍正九年正月至十二月，當時雍正帝位下的貴人有五位，依次為老貴人、郭貴人、李貴人、劉貴人、安貴人，安貴人排行最末。
雍正十三年年底，當時仍在世的雍正帝貴人有四位，依次為郭貴人、安貴人、李貴人與海貴人，安貴人排在第二位。乾隆十四年，安貴人去世，乾隆十五年正月初六日至十二日，四十名喇嘛在田村給安貴人念經。之後一段長時間裏，安貴人仍然暫安在田村，如檔案記載乾隆十九年清明禮致祭田村安放之安貴人、乾隆二十一年「冬至移時致祭田村安放之安貴人」、乾隆二十四年「清明禮致祭田村安放安貴人」，後奉安於泰陵妃園寢。

## 影視作品
- 電視劇

| 年份 | 劇名       | 演員   | 劇中姓名 | 劇中稱謂                       | 註解 |
| 2011 | 后宮甄嬛傳 | 陶昕然 | 安陵容   | 安答應→安常在→安貴人→安嬪→鸝妃 |      |